# Horizontief
Das Horizontief ist ein Meerestief im südwestlichen Teil des Pazifischen Ozeans (Pazifik) und mit 10.647 m Meerestiefe die zweittiefste Stelle im Tongagraben.
Das Horizontief befindet sich im südwestlichen Pazifik östlich des Kermadec-Tonga-Rückens und der südlichen Tongainseln im Südteil des Tongagrabens südlich vom Witjastief 2. Es liegt etwa bei 25° südlicher Breite und 175° westlicher Länge. 